# 전한 무제
한 세종 효무황제 유철(漢 世宗 孝武皇帝 劉徹, 기원전 156년~ 기원전 87년 3월 29일)은 전한의 제7대 황제(재위 기원전 141년 ~ 기원전 87년)다. 아명은 체(彘), 자는 통(通)이다. 경제의 11번째 아들이며 효경황후 왕씨(孝景皇后 王氏)의 소생이다. 그는 유학을 바탕으로 국가를 다스렸으며, 해외 원정을 통해 흉노를 크게 무찌르고 남월, 위만조선을 멸망시켜 한사군을 설치했으며, 한족 역사상 두 번째로 넓은 영토를 확보해 전한의 전성기를 열었다. 그는 진 시황제·당 태종·영락제·강희제와 더불어 중국의 가장 위대한 황제 가운데 한 사람으로 꼽힌다.

## 생애
그는 16세 때 부황 경제의 뒤를 이어 황제에 올랐으며, 유학자 동중서의 의견을 수렴하여 유학을 국가의 이념이자 학문으로 삼아 다스렸다.
한편 이복 형제와 귀족을 제거하여 황제권을 강화시켰다. 이복형제들을 물리치고 제위에 올랐으며, 강력한 경쟁자이며 제위 계승의 라이벌로 지목되던 중산정왕 유승을 계속 의심하였는데, 유승은 경제의 서자이자 무제의 이복형이었다. 유승은 이 의심을 피하고자 일부러 주색에 탐닉하는 모습을 보여 한무제의 칼날을 피해갔다. 또한 즉위 후 전대의 권신들과 외척들을 숙청, 면직시키고 실력과 능력으로 어질고 겸손한 인재를 채용하여 관료의 자질을 향상시켰다.
그의 즉위 후 최대 사업으로 치세에 장건이 서역과 통하는 실크로드 건설을 시작하였다. 이후 치세기간 중 실크로드 건설 개척사업을 강력하게 추진하였고, 위청(衛靑)과 곽거병(霍去病) 등으로 하여금 흉노를 소탕케 하였다. 인재 채용에 조건과 자격을 가리지 않아 서역 출신 노예와 흉노 출신 노예 중에서도 인재를 등용하였다. 흉노를 소탕하면서 곽거병이 사로잡은 흉노족 왕자 출신 노예 김일제(金日磾)의 재능을 알아보고 적극 발탁하기도 했다. 그 외에 오경박사(五經博士)를 두어 유학에 중점을 두고 학문을 강하게 하였으며, BC 127년부터 황제의 여러 아들들을 제후왕으로 분봉(分封)하여 중앙집권화하였다. 그외의 직할령은 전국을 13주(州)로 나누고, 주마다 자사(刺史)를 두어 군수를 파견하여 감독케 하였다.

### 정벌 사업
운하를 굴착하여 농지의 관개와 운송을 도왔다. 대외적으로는 장건을 대월지국(大月氏國)으로 파견하고, 장군 위청, 곽거병, 이광 등에게 흉노를 토벌시켜 흉노족 선우를 사살하고 다수 흉노족을 포로로 잡아왔다. 기원전 119년에는 위청을 시켜 흉노를 외(外)몽골로 내쫓고 오르도스 지방을 회복하여 2군을 두었다. 하서(河西)에 있던 흉노 혼야왕(渾邪王)도 항복했으므로, 그 곳에 무위·장액·주천·돈황 4군(하서사군)을 두어 중앙아시아와의 교통로를 확보하고, 서역 제국의 입공(入貢)이 계속되었으나, 기원전 104년에는 이광리(李廣利)에게 명해 파미르고원 북서에 있는 대완국을 정벌하게 했다. 흉노의 방위와 서역 유지를 위해 요지로 한인을 이주시키고, 또 둔전(屯田)을 두었다.
남방으로는 푸젠성에 있던 민월과 동월(東越) 두 왕국을 병탄·흡수하고, 기원전 111년에는 번우(番:廣東)에 도읍한 남월국을 멸망시켜 9군을 두고, 쓰촨성 변경에서 윈난·구이저우 방면에 이르는 염(冉)·방(駹)·수(嶲)·작(莋)·야랑(夜郞)·전(滇) 등의 종족을 귀순시켜, 그곳에 6군을 두었다.
또한 기원전 112년부터는 한반도 남부에 위치한 진국(辰國)과의 직접 교역을 반대하고 한나라에 조공 바치기를 거부하는 고조선으로의 침략을 단행한다. 무제는 여러 차례 육로와 해로로 육군과 수군 군사를 파견하였으나 모두 패하였다. 그러나 고조선은 내부의 분열로 한군에 투항자가 발생하면서 멸망하게 되었다(추측). 기원전 108년 왕검성을 함락시키고 고조선을 멸망시킨 후 낙랑·임둔·진번·현도의 한사군을 설치하였다.

### 내정
활발한 정복 전쟁으로 한 무제는 재정이 궁핍한 상황을 맞이하게 된다. 따라서 소금과 철과 황, 술의 전매제를 시행하여 경제적 재력 확충을 시도하였다. 토지분배 정책에서는 둔전제를 강력히 시행·추진하였고, 둔전제의 일부를 개정하여 정복한 북방지역에 주민의 이주를 적극 장려하면서 북방으로 이주한 백성에게 땅을 나누어 주는 제도를 실시하였다. 이를 대전법(代田法)이라 한다.
외적에 성공한 반면, 궁전과 이궁을 짓고, 불로장생을 믿어 방사(方士)를 모아, 태산(泰山)에서 봉선의식(封禪儀式)을 치르고 각지를 순행했으므로 백성들의 원성을 듣기도 했고 군사비를 압박했다. 상홍양은 증세·신세(新稅)에다 소금·철을 전매하고 균수법(均輸法)·평준법(平準法)을 제정하였다. 균수는 관청에서 상업활동을 하는 것이고 평준은 물가를 조절하는 것이다. 그는 이런 정책을 통해 부유한 상인의 매점매석을 근절해서 물가를 안정시켰다. 무공작(武功爵)을 팔기도 하여, 관리의 부정이 심해지고, 국민의 생활도 궁핍해져 각종 반란의 원인이 되기도 했다.

### 황제권 강화와 후계 인선
기원전 91년 수형도위 강충이 여태자가 역모를 꾸민다는 고변을 하자 무제는 여태자를 의심하였다. 그러자 여태자가 강충을 살해하자 무제는 태자를 폐위시키고 체포를 명하였다. 체포에 불복한 여태자는 거병하여 관군과 대항하였으나 패하여 자결하였고, 여태자의 후궁인 사양제 역시 자결하였다. 뒤에 반군을 이끌던 손자 유진 내외 역시 자살하고 반군은 진압되었다.
무제는 위황후를 폐출하고 자결하게 하였다. 무제는 여태자의 장인과 장모, 처족, 위황후 일족에게 연좌율을 적용하여 사형에 처하였다. 여태자의 손자이자 무제의 증손은 여태자의 처조모의 친정으로 빼돌려졌다.
여태후의 친정 일가들의 폐단을 보았던 한무제는 여태자 일가를 역모로 처단한 뒤, 창읍애왕마저 기원전 88년 죽자, 구익부인 조씨 소생 전한 소제를 후계자로 결정한다.
총애하는 후궁이었던 구익부인이 14개월 또는 24개월 만에 아들을 낳자 요임금의 어머니가 14개월 만에 출산한 것을 예로 들어가며 총애를 더하였지만 아들 불릉을 황태자로 세운 뒤 어린 아들 뒤에 젊은 어미가 있으면 외척의 발호와 폐단이 있을 것이라고 하여 구익부인을 역모로 몰아 살해하였다. 만년에는 외정을 중지하고, 내치에 치중하였으며 세금감면 정책을 추진, 다시 먼 거리에 있는 윤대(輪臺:신장웨이우얼자치구)의 둔전(屯田)을 폐지, 백성을 다스리는 데 힘썼다. 무제 때의 특색은 중앙집권화와, 밖으로 지역이 확대되고, 특히 중앙아시아를 통해 동서교섭이 왕성하게 되는 기틀을 열어놓았다.
권신이나 외척을 배제하고 실력에 따른 인재등용을 하였다. 출신 배경이 한미한 관료들을 등용했고, 흉노족 원정시 포로로 잡혀온 김일제 등 이민족 포로 중에서도 능력이 되는 인재를 채용하였다. 그 뒤 임종이 가까워 오자 곽광(霍光)과 김일제를 불러 아들의 후견인이 되어 줄 것을 유언하고 사망하였다.

## 비판
전한에서 손에 꼽을 명군이라 많은 칭송받는다고는 하나 그 못지 않게 비판도 많은 인물이다. 일찍이 이릉이 중과부적으로 흉노에 잡히는 바람에 투항할 수밖에 없었는데 이 때 당대의 학자인 사마천이 "이릉은 힘이 다 떨어져서 항복했으니 선처해야 한다"고 주장했다. 이 문제에 대해 무제는, 본인의 판단도 아니며 무제 본인의 후궁의 오빠인 이광리의 부추김으로 인해 사마천에게 극형을 내리는 우를 범했다. 그러나 정작, 이후 이광리는 무제의 태자를 죽이고 자신의 여동생이 낳은 창읍애왕 유박을 태자로 책봉시키려 시도했고 이로 인해 무제는 자신의 후궁을 포함해서 이광리의 구족을 멸했는데 정작 반역의 당사자인 이광리는 흉노에 투항했다. 이런 일을 당하고 나서야 무제는 사마천을 다시 불러들여 과오에 대한 사과를 했다.
흉노 토벌 역시 비판의 대상이다. 전비(戰費)를 너무 많이 소모하는 바람에 당대의 선진국이었던 전한은 경제가 기울기 시작했고 이는 후한이 경제적으로 탄탄하지 못하게 되는 원인을 제공했다.

## 관련 서적
- 《사기》제12권 효무본기
- 《한서》제6권 한무제기

## 가족관계
- 조부 : 한 문제 유항(漢文帝 劉恆)
- 조모 : 효문황후 두씨(孝文皇后 竇氏)
  - 부황 : 한 경제 유계(漢景帝 劉啓)
  - 모후 : 효경황후 왕씨(孝景皇后 王氏)
    - 정실 황후 : 진아교 (陳阿嬌 皇后) - 고모 관도공주(館陶公主)의 여식. 폐출됨
    - 계실 황후 : 무사황후 위씨(武思皇后 衛氏) - 위자부, 위청(衛淸)의 누나로 평양공주(平陽公主)의 가기 출신. 무고의 화로 폐출되어 자진함.
      - 딸 : 위장공주(衞長公主)
      - 딸 : 석읍공주(石邑公主)
      - 딸 : 제읍공주(諸邑公主)
      - 아들 : 여태자 유거(戾太子 劉據)
        - 손자 : 유진(劉進) - 전한 선제의 아버지.

    - 황후 : 효무황후 이씨(孝武皇后 李氏) - 이연년·이광리의 누이. 원래 직첩은 부인(夫人)이었으나 사후 황후에 추봉. 훗날 선제 즉위 후 박탈되었다.
      - 아들 : 창읍애왕 유박(昌邑哀王 劉髆)
        - 손자 : 한 폐제 유하(漢廢王 劉賀)

    - 후궁 : 부인 왕씨(夫人 王氏)
      - 아들 : 제회왕 유굉(齊懷王 劉閎)

    - 후궁 : 부인 이씨(夫人 李氏) - 일명 이희(李姬)
      - 딸 : 개장공주(盖長公主)
      - 아들 : 연날왕 유단(燕剌王 劉旦)
      - 아들 : 광릉여왕 유서(廣陵厲王 劉胥)

    - 후궁 : 부인 윤씨 (夫人 尹氏)
    - 후궁 : 부인 형씨 (夫人 邢氏)
    - 후궁 : 구익부인 조씨(鉤弋夫人 趙氏) - 일명 조첩여(趙婕妤), 아들인 유불릉이 태자가 된 후에, 그녀가 여후의 전철을 밟을까 우려한 무제의 칙령으로 자진했다
      - 아들 : 한 소제 유불릉(漢昭帝 劉弗陵)

    - 후궁 : 미상
      - 딸 : 양석공주(陽石公主) - 생모 미상이나 일부 사료에는 양석공주를 여태자의 친누이로 기록하고 있다. 또한 그녀는 무고의 화에 연루되어 죽었으므로 위자부 소생일 확률이 매우 크다.
      - 딸 : 이안공주(夷安公主) - 생모 미상
      - 부마 : 소평군(昭平君) - 고모 융려공주의 아들, 무제와 고종사촌지간

## 기년
- 무제는 중국 역사상 처음으로 연호를 지정해 사용했다.

### 전욱력(10월 시작)
| 무제 | 서력(西曆)                            | 간지(干支) | 연호(年號)      |
| 원년 | 기원전 141년 10월 ~ 기원전 140년 9월  | 신축(辛丑) | 건원(建元) 원년 |
| 2년  | 기원전 140년 10월 ~ 기원전 139년 9월  | 임인(壬寅) | 건원(建元) 2년  |
| 3년  | 기원전 139년 10월 ~ 기원전 138년 9월  | 계묘(癸卯) | 건원(建元) 3년  |
| 4년  | 기원전 138년 10월 ~ 기원전 137년 9월  | 갑진(甲辰) | 건원(建元) 4년  |
| 5년  | 기원전 137년 10월 ~ 기원전 136년 9월  | 을사(乙巳) | 건원(建元) 5년  |
| 6년  | 기원전 136년 10월 ~ 기원전 135년 9월  | 병오(丙午) | 건원(建元) 6년  |
| 7년  | 기원전 135년 10월 ~ 기원전 134년 9월  | 정미(丁未) | 원광(元光) 원년 |
| 8년  | 기원전 134년 10월 ~ 기원전 133년 9월  | 무신(戊申) | 원광(元光) 2년  |
| 9년  | 기원전 133년 10월 ~ 기원전 132년 9월  | 기유(己酉) | 원광(元光) 3년  |
| 10년 | 기원전 132년 10월 ~ 기원전 131년 9월  | 경술(庚戌) | 원광(元光) 4년  |
| 무제 | 서력(西曆)                            | 간지(干支) | 연호(年號)      |
| 11년 | 기원전 131년 10월 ~ 기원전 130년 9월  | 신해(辛亥) | 원광(元光) 5년  |
| 12년 | 기원전 130년 10월 ~ 기원전 129년 9월  | 임자(壬子) | 원광(元光) 6년  |
| 13년 | 기원전 129년 10월 ~ 기원전 128년 9월  | 계축(癸丑) | 원삭(元朔) 원년 |
| 14년 | 기원전 128년 10월 ~ 기원전 127년 9월  | 갑인(甲寅) | 원삭(元朔) 2년  |
| 15년 | 기원전 127년 10월 ~ 기원전 126년 9월  | 을묘(乙卯) | 원삭(元朔) 3년  |
| 16년 | 기원전 126년 10월 ~ 기원전 125년 9월  | 병진(丙辰) | 원삭(元朔) 4년  |
| 17년 | 기원전 125년 10월 ~ 기원전 124년 9월  | 정사(丁巳) | 원삭(元朔) 5년  |
| 18년 | 기원전 124년 10월 ~ 기원전 123년 9월  | 무오(戊午) | 원삭(元朔) 6년  |
| 19년 | 기원전 123년 10월 ~ 기원전 122년 9월  | 기미(己未) | 원수(元狩) 원년 |
| 20년 | 기원전 122년 10월 ~ 기원전 121년 9월  | 경신(庚申) | 원수(元狩) 2년  |
| 무제 | 서력(西曆)                            | 간지(干支) | 연호(年號)      |
| 21년 | 기원전 121년 10월 ~ 기원전 120년 9월  | 신유(辛酉) | 원수(元狩) 3년  |
| 22년 | 기원전 120년 10월 ~ 기원전 119년 9월  | 임술(壬戌) | 원수(元狩) 4년  |
| 23년 | 기원전 119년 10월 ~ 기원전 118년 9월  | 계해(癸亥) | 원수(元狩) 5년  |
| 24년 | 기원전 118년 10월 ~ 기원전 117년 9월  | 갑자(甲子) | 원수(元狩) 6년  |
| 25년 | 기원전 117년 10월 ~ 기원전 116년 9월  | 을축(乙丑) | 원정(元鼎) 원년 |
| 26년 | 기원전 116년 10월 ~ 기원전 115년 9월  | 병인(丙寅) | 원정(元鼎) 2년  |
| 27년 | 기원전 115년 10월 ~ 기원전 114년 9월  | 정묘(丁卯) | 원정(元鼎) 3년  |
| 28년 | 기원전 114년 10월 ~ 기원전 113년 9월  | 무진(戊辰) | 원정(元鼎) 4년  |
| 29년 | 기원전 113년 10월 ~ 기원전 112년 9월  | 기사(己巳) | 원정(元鼎) 5년  |
| 30년 | 기원전 112년 10월 ~ 기원전 111년 9월  | 경오(庚午) | 원정(元鼎) 6년  |
| 무제 | 서력(西曆)                            | 간지(干支) | 연호(年號)      |
| 31년 | 기원전 111년 10월 ~ 기원전 110년 9월  | 신미(辛未) | 원봉(元封) 원년 |
| 32년 | 기원전 110년 10월 ~ 기원전 109년 9월  | 임신(壬申) | 원봉(元封) 2년  |
| 33년 | 기원전 109년 10월 ~ 기원전 108년 9월  | 계유(癸酉) | 원봉(元封) 3년  |
| 34년 | 기원전 108년 10월 ~ 기원전 107년 9월  | 갑술(甲戌) | 원봉(元封) 4년  |
| 35년 | 기원전 107년 10월 ~ 기원전 106년 9월  | 을해(乙亥) | 원봉(元封) 5년  |
| 36년 | 기원전 106년 10월 ~ 기원전 105년 9월  | 병자(丙子) | 원봉(元封) 6년  |
| 37년 | 기원전 105년 10월 ~ 기원전 104년 12월 | 정축(丁丑) | 태초(太初) 원년 |

### 태초력(1월 시작)
| 무제        | -               | -           | -               | -           | -               | -           | 37년            | 38년         | 39년            | 40년         |
| ----------- | --------------- | ----------- | --------------- | ----------- | --------------- | ----------- | --------------- | ------------ | --------------- | ------------ |
| 서력 (西曆) | -               | -           | -               | -           | -               | -           | 기원전 104년    | 기원전 103년 | 기원전 102년    | 기원전 101년 |
| 간지 (干支) | -               | -           | -               | -           | -               | -           | 정축(丁丑)      | 무인(戊寅)   | 기묘(己卯)      | 경진(庚辰)   |
| 연호 (年號) | -               | -           | -               | -           | -               | -           | 태초(太初) 원년 | 2년          | 3년             | 4년          |
| 무제        | 41년            | 42년        | 43년            | 44년        | 45년            | 46년        | 47년            | 48년         | 49년            | 50년         |
| 서력 (西曆) | 기원전 100년    | 기원전 99년 | 기원전 98년     | 기원전 97년 | 기원전 96년     | 기원전 95년 | 기원전 94년     | 기원전 93년  | 기원전 92년     | 기원전 91년  |
| 간지 (干支) | 신사(辛巳)      | 임오(壬午)  | 계미(癸未)      | 갑신(甲申)  | 을유(乙酉)      | 병술(丙戌)  | 정해(丁亥)      | 무자(戊子)   | 기축(己丑)      | 경인(庚寅)   |
| 연호 (年號) | 천한(天漢) 원년 | 2년         | 3년             | 4년         | 태시(太始) 원년 | 2년         | 3년             | 4년          | 정화(征和) 원년 | 2년          |
| 무제        | 51년            | 52년        | 53년            | 54년        |                 |             |                 |              |                 |              |
| 서력 (西曆) | 기원전 90년     | 기원전 89년 | 기원전 88년     | 기원전 87년 |                 |             |                 |              |                 |              |
| 간지 (干支) | 신묘(辛卯)      | 임진(壬辰)  | 계사(癸巳)      | 갑오(甲午)  |                 |             |                 |              |                 |              |
| 연호 (年號) | 3년             | 4년         | 후원(後元) 원년 | 2년         |                 |             |                 |              |                 |              |

## 참고 문헌
- 사마천 (기원전1~2세기). 〈권제115 조선열전(朝鮮列傳) / (漢文本)〉. 《사기》.